# Festival Eurovisão da Canção 1961
O Festival Eurovisão da Canção 1961 (em inglês: Eurovision Song Contest 1961 e em francês: Concours Eurovision de la chanson 1961) foi o sexto Festival Eurovisão da Canção e realizou-se na noite do dia 18 de março de 1961 em Cannes, em França. Jacqueline Joubert foi a apresentadora do festival  que foi ganho pelo cantor francês Jean-Claude Pascal que representou o Luxemburgo com a canção "Nous les amoureux" (Nós os amantes), que falava, implicitamente, sobre um amor homossexual, algo que ainda era criminalizado em alguns países da Europa à época. Jean-Claude Pascal foi também o primeiro vencedor a representar um país que não era o seu, visto que o cantor era francês e representou o Luxemburgo.
Como em 1959, o Festival teve lugar no Palais des Festivals et des Congrès, em Cannes, novamente apresentada por Jacqueline Joubert.
O número de participantes subiu para 16 e pela primeira vez, o certame realizou-se a um sábado, tradição que se mantêm até hoje, apenas interrompida em 1962, que se realizou a um domingo.

## Local

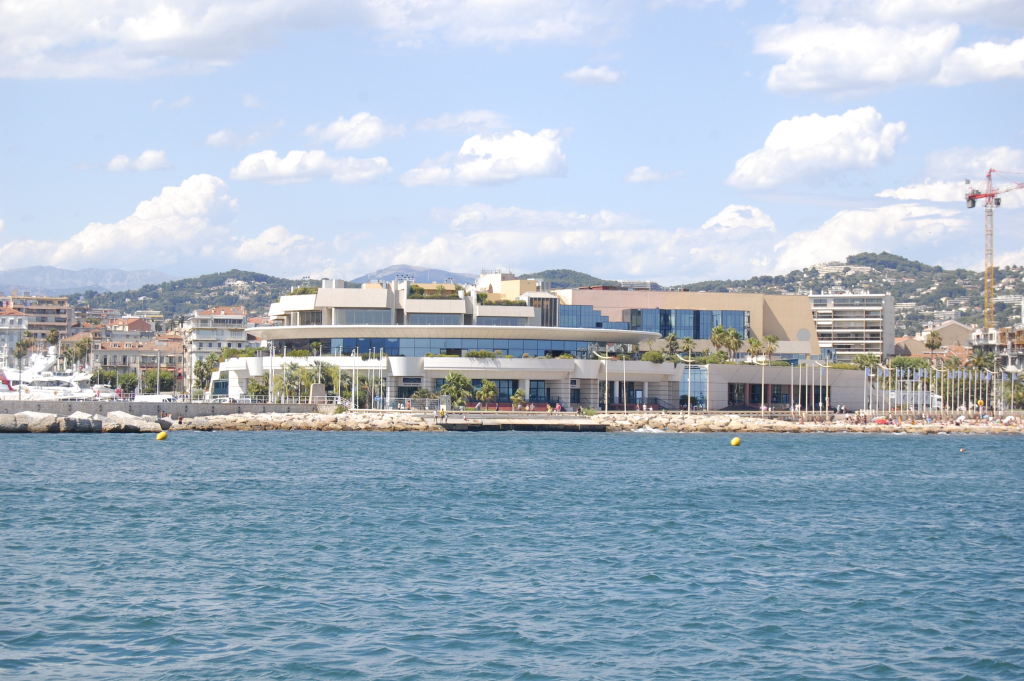
O Palais des Festivals et des Congrès, em Cannes, França.

O Festival Eurovisão da Canção em 1961 ocorreu, mais uma vez, em Cannes, na França. O famoso Palais des Festivals (à esquerda), no coração da cidade, era na época o maior local para organizar o concurso. O original Palais des Festivals foi construído em 1949 para sediar o festival de cinema. O edifício era localizado na famosa avenida de La Croisette, no local atual do Hotel Noga Hilton. Apesar de também encenar o Festival Eurovisão da Canção 1959, hoje o antigo Palais des Festivals já não existe. Em resposta ao crescente sucesso do festival de cinema e o advento de várias convenções de grandes empresas, a cidade de Cannes decidiu construir um novo e maior espaço em 1979. O festival de cinema mudou-se para o novo Palais des Festivals et des Congrès em 1983 e logo após o antigo Palais des Festivals foi destruído. Apesar de sua maior capacidade e conceito moderno, o design do atual Palais des Festivals foi originalmente condenado por muitos como semelhante a um bunker gigante, em comparação com o slendour do original Palais des Festivals.

## Formato e Visual
O vídeo introdutório foi inteiramente semelhante ao de 1959: primeiro uma visão do mar e do Palais des Festivals et des Congrès; depois, uma visão do local, cabines do comentadores, o público, a orquestra e, finalmente, uma cortina, que por detrás desvendava um cenário, maior do que nos anos anteriores, representando um jardim de um grande castelo mediterrâneo, com escadas de pedra, flores e tapeçarias e com o quadro de votações posicionado à esquerda do palco. Abriu então, desvelando os artistas, todos reunidos no palco, pela primeira vez história do concurso. Surgiu então a apresentadora, Jacqueline Joubert, que se tornou a primeira pessoa a apresentar duas vezes o concurso. Começou com o clássico "Boa noite, Europa!" E conclui a sua introdução com estas palavras: "Para aproximar as pessoas, um pouco de refrão às vezes é muito melhor do que um longo discurso." Joubert deu então as boas vindas aos participantes, que, um por vez, avançaram para o microfone e soletraram seu nome. Depois, a própria Joubert introduziu cada música.
Como em 1956, houve um intervalo de alguns minutos entre a última música e a votação. A RTF contratou dois dançarinos da Ópera de Paris para dar uma breve representação de seus talentos, enquanto os jurados contavam seus votos.
A emissão durou 1 hora e 35 minutos, com o evento a ser seguido por 35 milhões de pessoas.
O sorteio da ordem de atuação foi feita a 16 de março.
Como resultado do tempo limite do concurso, a música vencedora não foi transmitida no Reino Unido.

## Votação
Cada país tinha um júri constituído por 10 membros e cada um destes escolhia a melhor canção atribuindo 1 ponto. Foi notado que, durante a votação, o Luxemburgo outorgou 8 pontos ao Reino Unido e a Noruega 8 à Dinamarca. Este foi o maior número de pontos dados a um só país desde 1958, quando a França recebeu 9 pontos da Dinamarca.
O Reino Unido assumiu a liderança desde o início da votação, em especial graças ao júri do Luxemburgo, que lhe atribuiu 8 votos. Ocorreu um erro durante a votação do júri belga, que concedeu 1 voto ao Reino Unido, apesar de terem aparecido 4 no quadro. O Luxemburgo retomou o seu atraso na segunda parte da votação e passou à frente quando o erro foi corrigido. De fato, após o fim da votação do júri austríaco, os 25 pontos do Reino Unido foram reduzidos para 21. Jacqueline Joubert perguntou à audiência se houve um erro e o público respondeu afirmativamente. Ela respondeu: "Vocês contam melhor do que eu!" Imediatamente adicionando: "É verdade que estou muito comovida para chamar todos esses países. Se vocês estivessem no meu lugar... eu nunca falei com tantas pessoas ao mesmo tempo."

## Participantes

Países participantes

De entre os concorrentes, encontrava-se a alemã Lale Andersen, conhecida pela sua canção "Lili Marleen", que fez sucesso durante a Segunda Guerra Mundial. Para espanto de todos, Lale Andersen também interpretou parte da sua música em francês. Era a mais velha participante na edição, com 55 anos no dia do certame.
Pela primeira vez, um cantor de origem grega participava na Eurovisão, tratando-se de Jimmy Makulis, que representou a Áustria.
Um total de cinco músicas tiveram como tema principal as estações do ano, com a França, o Mónaco e a Suécia a cantarem sobre a primavera e a Bélgica e a Noruega a cantarem sobre o Verão.
| País            | Título original da Canção        | Artista                  | Processo                                                             | Data da Selecção        |
| País            | Tradução em Português            | Idiomas de Interpretação | Processo                                                             | Data da Selecção        |
| --------------- | -------------------------------- | ------------------------ | -------------------------------------------------------------------- | ----------------------- |
| Áustria         | "Sehnsucht"                      | Jimmy Makulis            | Selecção Interna de 1961                                             | -                       |
| Áustria         | Longo                            | Alemão                   | Selecção Interna de 1961                                             | -                       |
| Alemanha        | "Einmal sehen wir uns wieder"    | Lale Andersen            | Schlagerparade 1961                                                  | 25 de fevereiro de 1961 |
| Alemanha        | Nós vamo-nos encontrar outra vez | Alemão & Francês         | Schlagerparade 1961                                                  | 25 de fevereiro de 1961 |
| Bélgica         | "September, gouden roos"         | Bob Benny                | Finale van de Belgische bijdrage tot het Songfestival 1961           | 29 de janeiro de 1961   |
| Bélgica         | Setembro, rosa dourada           | Holandês                 | Finale van de Belgische bijdrage tot het Songfestival 1961           | 29 de janeiro de 1961   |
| Dinamarca       | "Angelique"                      | Dario Campeotto          | Dansk Melodi Grand Prix 1961                                         | 19 de fevereiro de 1961 |
| Dinamarca       | Angelique                        | Dinamarquês              | Dansk Melodi Grand Prix 1961                                         | 19 de fevereiro de 1961 |
| Estado espanhol | "Estando contigo"                | Conchita Bautista        | Preselección de Eurovision 1961                                      | Fevereiro de 1961       |
| Estado espanhol | Estando contigo                  | Castelhano               | Preselección de Eurovision 1961                                      | Fevereiro de 1961       |
| Finlândia       | "Valoa ikkunassa"                | Laila Kinnunen           | Euroviisut 1961                                                      | 12 de fevereiro de 1961 |
| Finlândia       | As luzes na janela               | Finlandês                | Euroviisut 1961                                                      | 12 de fevereiro de 1961 |
| França          | "Printemps, avril carillonne"    | Jean-Paul Mauric         | Sélection Française pour le Grand-Prix Eurovision de la Chanson 1961 | 18 de fevereiro de 1961 |
| França          | Primavera, toques de abril       | Francês                  | Sélection Française pour le Grand-Prix Eurovision de la Chanson 1961 | 18 de fevereiro de 1961 |
| Itália          | "Al di là"                       | Betty Curtis             | Festival della Canzone Italiana di Sanremo 1961                      | 6 de fevereiro de 1961  |
| Itália          | Além                             | Italiano                 | Festival della Canzone Italiana di Sanremo 1961                      | 6 de fevereiro de 1961  |
| Iugoslávia      | "Neke davne zvezde"              | Ljiljana Petrović        | Pjesma Eurovizije 1961                                               | 16 de fevereiro de 1961 |
| Iugoslávia      | Algumas estrelas antigas         | Servo-Croata             | Pjesma Eurovizije 1961                                               | 16 de fevereiro de 1961 |
| Luxemburgo      | "Nous les amoureux"              | Jean-Claude Pascal       | Selecção Interna de 1961                                             | -                       |
| Luxemburgo      | Nós, os apaixonados              | Francês                  | Selecção Interna de 1961                                             | -                       |
| Mónaco          | "Allons, allons les enfants"     | Colette Deréal           | Selecção Interna de 1961                                             | -                       |
| Mónaco          | Vamos, vamos crianças            | Francês                  | Selecção Interna de 1961                                             | -                       |
| Noruega         | "Sommer i Palma"                 | Nora Brockstedt          | Melodi Grand Prix 1961                                               | 18 de fevereiro de 1961 |
| Noruega         | Verão em Palma                   | Norueguês                | Melodi Grand Prix 1961                                               | 18 de fevereiro de 1961 |
| Países Baixos   | "Wat een dag"                    | Greetje Kauffeld         | Selecção Interna de 1961                                             | -                       |
| Países Baixos   | Mas que dia                      | Holandês                 | Selecção Interna de 1961                                             | -                       |
| Reino Unido     | "Are You Sure?"                  | The Allisons             | A Song For Europe 1961                                               | 15 de fevereiro de 1961 |
| Reino Unido     | Tens a certeza?                  | Inglês                   | A Song For Europe 1961                                               | 15 de fevereiro de 1961 |
| Suécia          | "April, april"                   | Lill-Babs                | Eurovisionsschlagern svensk final 1961                               | 6 de fevereiro de 1961  |
| Suécia          | Abril, abril                     | Sueco                    | Eurovisionsschlagern svensk final 1961                               | 6 de fevereiro de 1961  |
| Suíça           | "Nous aurons demain"             | Franca Di Rienzo         | Finale Svizzero 1961                                                 | 6 de fevereiro de 1961  |
| Suíça           | Nós teremos amanhã               | Francês                  | Finale Svizzero 1961                                                 | 6 de fevereiro de 1961  |

## Festival
| #   | País            | Idioma           | Artista            | Canção                                  | Lugar | Pontuação |
| --- | --------------- | ---------------- | ------------------ | --------------------------------------- | ----- | --------- |
| 1º  | Estado espanhol | Castelhano       | Conchita Bautista  | "Estando contigo"                       | 9º    | 8         |
| 2º  | Mónaco          | Francês          | Colette Deréal     | "Allons, allons les enfants"            | 10º   | 6         |
| 3º  | Áustria         | Alemão           | Jimmy Makulis      | "Sehnsucht"                             | 15º   | 1         |
| 4º  | Finlândia       | Finlândês        | Laila Kinnunen     | "Valoa ikkunassa"                       | 10º   | 6         |
| 5º  | Iugoslávia      | Servo-croata     | Ljiljana Petrović  | "Neke davne zvezde" (Неке давне звезде) | 8º    | 9         |
| 6º  | Países Baixos   | Holandês         | Greetje Kauffeld   | "Wat een dag"                           | 10º   | 6         |
| 7º  | Suécia          | Sueco            | Lill-Babs          | "April, april"                          | 14º   | 2         |
| 8º  | Alemanha        | Alemão & Francês | Lale Andersen      | "Einmal sehen wir uns wieder"           | 13º   | 3         |
| 9º  | França          | Francês          | Jean-Paul Mauric   | "Printemps, avril carillonne"           | 4º    | 13        |
| 10º | Suíça           | Francês          | Franca Di Rienzo   | "Nous aurons demain"                    | 3º    | 16        |
| 11º | Bélgica         | Holandês         | Bob Benny          | "September, gouden roos"                | 15º   | 1         |
| 12º | Noruega         | Norueguês        | Nora Brockstedt    | "Sommer i Palma"                        | 7º    | 10        |
| 13º | Dinamarca       | Dinamarquês      | Dario Campeotto    | "Angelique"                             | 5º    | 12        |
| 14º | Luxemburgo      | Francês          | Jean-Claude Pascal | "Nous les amoureux"                     | 1º    | 31        |
| 15º | Reino Unido     | Inglês           | The Allisons       | "Are You Sure?"                         | 2º    | 24        |
| 16º | Itália          | Italiano         | Betty Curtis       | "Al di là"                              | 5º    | 12        |

### Resultados
A ordem de votação, foi ao contrário da ordem de actuação dos países no festival. Sendo assim, a ordem de votação no Festival Eurovisão da Canção 1961, foi a seguinte:

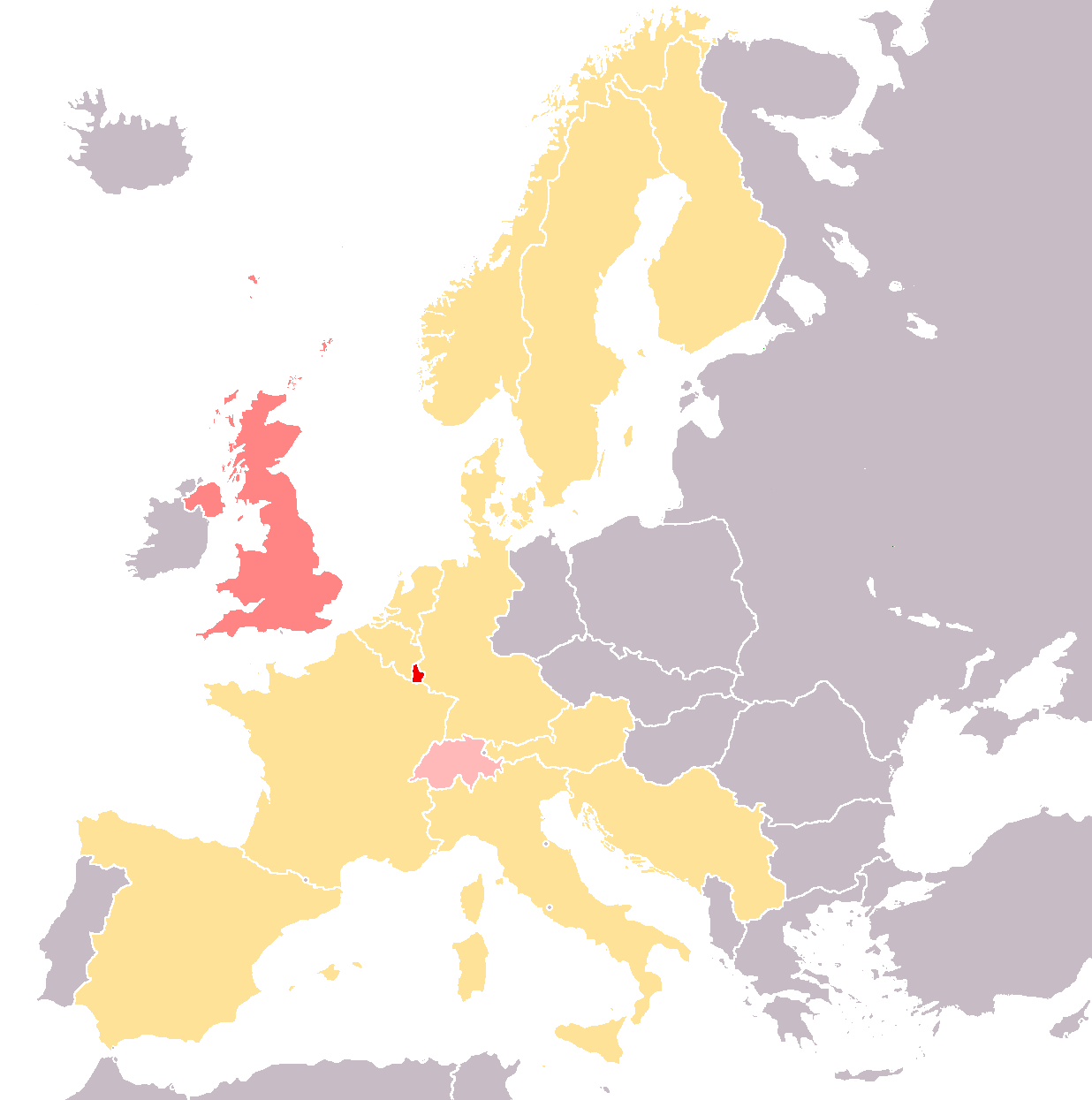
Vencedor
2º classificado
3º classificado

| Países Votantes | Países Pontuados | Países Pontuados | Países Pontuados | Países Pontuados | Países Pontuados                              | Países Pontuados | Países Pontuados | Países Pontuados | Países Pontuados | Países Pontuados | Países Pontuados | Países Pontuados | Países Pontuados | Países Pontuados | Países Pontuados | Países Pontuados |
| --------------- | ---------------- | ---------------- | ---------------- | ---------------- | --------------------------------------------- | ---------------- | ---------------- | ---------------- | ---------------- | ---------------- | ---------------- | ---------------- | ---------------- | ---------------- | ---------------- | ---------------- |
| Países Votantes | Estado espanhol  | Mónaco           | Áustria          | Finlândia        | República Socialista Federativa da Iugoslávia | Países Baixos    | Suécia           | Alemanha         | França           | Suíça            | Bélgica          | Noruega          | Dinamarca        | Luxemburgo       | Reino Unido      | Itália           |
| Itália          |                  |                  |                  | 2                |                                               | 2                |                  |                  |                  | 2                |                  |                  |                  | 3                | 1                |                  |
| Reino Unido     | 1                | 1                | 1                | 2                | 1                                             |                  |                  |                  | 2                | 2                |                  |                  |                  |                  |                  |                  |
| Luxemburgo      |                  |                  |                  |                  |                                               |                  |                  |                  | 1                |                  | 1                |                  |                  |                  | 8                |                  |
| Dinamarca       |                  |                  |                  | 1                | 1                                             |                  |                  | 1                |                  |                  |                  | 1                |                  | 1                | 1                | 4                |
| Noruega         | 2                |                  |                  |                  |                                               |                  |                  |                  |                  |                  |                  |                  | 8                |                  |                  |                  |
| Bélgica         |                  |                  |                  |                  |                                               |                  |                  |                  |                  |                  |                  | 5                |                  |                  | 1                | 4                |
| Suíça           |                  | 1                |                  |                  | 1                                             |                  |                  |                  |                  |                  |                  |                  |                  | 1                | 7                |                  |
| França          | 2                |                  |                  | 1                | 2                                             | 1                | 2                |                  |                  |                  |                  |                  |                  | 1                |                  | 1                |
| Alemanha        |                  |                  |                  |                  |                                               | 1                |                  |                  | 4                |                  |                  |                  |                  | 5                |                  |                  |
| Suécia          | 1                |                  |                  |                  |                                               |                  |                  | 1                | 1                | 4                |                  |                  | 2                | 1                |                  |                  |
| Países Baixos   | 1                |                  |                  |                  | 1                                             |                  |                  |                  |                  | 2                |                  |                  | 1                | 1                | 3                | 1                |
| Iugoslávia      |                  |                  |                  |                  |                                               | 2                |                  |                  |                  | 1                |                  | 1                |                  | 5                |                  | 1                |
| Finlândia       |                  | 3                |                  |                  |                                               |                  |                  |                  | 1                |                  |                  | 2                | 1                | 3                |                  |                  |
| Áustria         |                  |                  |                  |                  | 3                                             |                  |                  | 1                |                  | 2                |                  |                  |                  | 4                |                  |                  |
| Mónaco          | 1                |                  |                  |                  |                                               |                  |                  |                  | 2                | 2                |                  |                  |                  | 4                |                  | 1                |
| Estado espanhol |                  | 1                |                  |                  |                                               |                  |                  |                  | 2                | 1                |                  | 1                |                  | 2                | 3                |                  |
| Total           | 8                | 6                | 1                | 6                | 9                                             | 6                | 2                | 3                | 13               | 16               | 1                | 10               | 12               | 31               | 24               | 12               |
| Lugar           | 9º               | 10º              | 15º              | 10º              | 8º                                            | 10º              | 14º              | 13º              | 4º               | 3º               | 15º              | 7º               | 5º               | 1º               | 2º               | 5º               |
| Países Votantes | Espanha          | Mónaco           | Áustria          | Finlândia        | República Socialista Federativa da Iugoslávia | Países Baixos    | Suécia           | Alemanha         | França           | Suíça            | Bélgica          | Noruega          | Dinamarca        | Luxemburgo       | Reino Unido      | Itália           |
| Países Votantes | Países Pontuados |                  |                  |                  |                                               |                  |                  |                  |                  |                  |                  |                  |                  |                  |                  |                  |

| Países Votantes | Países Pontuados | Países Pontuados | Países Pontuados | Países Pontuados | Países Pontuados                              | Países Pontuados | Países Pontuados | Países Pontuados | Países Pontuados | Países Pontuados | Países Pontuados | Países Pontuados | Países Pontuados | Países Pontuados | Países Pontuados | Países Pontuados |
| --------------- | ---------------- | ---------------- | ---------------- | ---------------- | --------------------------------------------- | ---------------- | ---------------- | ---------------- | ---------------- | ---------------- | ---------------- | ---------------- | ---------------- | ---------------- | ---------------- | ---------------- |
| Países Votantes | Espanha          | Mónaco           | Áustria          | Finlândia        | República Socialista Federativa da Iugoslávia | Países Baixos    | Suécia           | Alemanha         | França           | Suíça            | Bélgica          | Noruega          | Dinamarca        | Luxemburgo       | Reino Unido      | Itália           |
| Itália          | 0                | 0                | 0                | 2                | 0                                             | 2                | 0                | 0                | 0                | 2                | 0                | 0                | 0                | 3                | 1                | 0                |
| Reino Unido     | 1                | 1                | 1                | 4                | 1                                             | 2                | 0                | 0                | 2                | 4                | 0                | 0                | 0                | 3                | 1                | 0                |
| Luxemburgo      | 1                | 1                | 1                | 4                | 1                                             | 2                | 0                | 0                | 3                | 4                | 1                | 0                | 0                |                  | 9                | 0                |
| Dinamarca       | 1                | 1                | 1                | 5                | 2                                             | 2                | 0                | 1                | 3                | 4                | 1                | 1                | 0                | 4                | 10               | 4                |
| Noruega         | 3                | 1                | 1                | 5                | 2                                             | 2                | 0                | 1                | 3                | 4                | 1                | 1                | 8                | 4                | 10               | 4                |
| Bélgica         | 3                | 1                | 1                | 5                | 2                                             | 2                | 0                | 1                | 3                | 4                | 1                | 6                | 8                | 4                | 11               | 8                |
| Suíça           | 3                | 2                | 1                | 5                | 3                                             | 2                | 0                | 1                | 3                | 4                | 1                | 6                | 8                | 5                | 18               | 8                |
| França          | 5                | 2                | 1                | 6                | 5                                             | 3                | 2                | 1                | 3                | 4                | 1                | 6                | 8                | 6                | 18               | 9                |
| Alemanha        | 5                | 2                | 1                | 6                | 5                                             | 4                | 2                | 1                | 7                | 4                | 1                | 6                | 8                | 11               | 18               | 9                |
| Suécia          | 6                | 2                | 1                | 6                | 5                                             | 4                | 2                | 2                | 8                | 8                | 1                | 6                | 10               | 12               | 18               | 9                |
| Países Baixos   | 7                | 2                | 1                | 6                | 6                                             | 4                | 2                | 2                | 8                | 10               | 1                | 6                | 11               | 13               | 21               | 10               |
| Iugoslávia      | 7                | 2                | 1                | 6                | 6                                             | 6                | 2                | 2                | 8                | 11               | 1                | 7                | 11               | 18               | 21               | 11               |
| Finlândia       | 7                | 5                | 1                | 6                | 6                                             | 6                | 2                | 2                | 9                | 11               | 1                | 9                | 12               | 21               | 21               | 11               |
| Áustria         | 7                | 5                | 1                | 6                | 9                                             | 6                | 2                | 3                | 9                | 13               | 1                | 9                | 12               | 25               | 21               | 11               |
| Mónaco          | 8                | 5                | 1                | 6                | 9                                             | 6                | 2                | 3                | 11               | 15               | 1                | 9                | 12               | 29               | 21               | 12               |
| Espanha         | 8                | 6                | 1                | 6                | 9                                             | 6                | 2                | 3                | 13               | 16               | 1                | 10               | 12               | 31               | 24               | 12               |
| Lugar           | 9º               | 10º              | 15º              | 10º              | 8º                                            | 10º              | 14º              | 13º              | 4º               | 3º               | 15º              | 7º               | 5º               | 1º               | 2º               | 5º               |
| Países Votantes | Espanha          | Mónaco           | Áustria          | Finlândia        | República Socialista Federativa da Iugoslávia | Países Baixos    | Suécia           | Alemanha         | França           | Suíça            | Bélgica          | Noruega          | Dinamarca        | Luxemburgo       | Reino Unido      | Itália           |
| Países Votantes | Países Pontuados |                  |                  |                  |                                               |                  |                  |                  |                  |                  |                  |                  |                  |                  |                  |                  |

### Maestros
| País              | Maestro             |
| ----------------- | ------------------- |
| Estado espanhol   | Rafael Ferrer       |
| Mónaco            | Raymond Lefèvre     |
| Áustria           | Franck Pourcel      |
| Finlândia         | George de Godzinsky |
| Iugoslávia        | Joze Privzek        |
| Países Baixos     | Dolf van der Linden |
| Suécia            | William Lind        |
| Alemanha          | Franck Pourcel      |
| França            | Franck Pourcel      |
| Suíça             | Fernando Paggi      |
| Bélgica           | Francis Bay         |
| Noruega           | Øivind Bergh        |
| Dinamarca         | Kai Mortensen       |
| Luxemburgo        | Léo Chauliac        |
| Reino Unido       | Harry Robinson      |
| Itália            | Gianfranco Intra    |
| Maestro anfitrião | Franck Pourcel      |

## Artistas Repetentes
Em 1961, os repetentes foram:
| País (1961) | Foto          | Artista         | Ano Anterior | País Representado | Canção             | Tradução         | Pontuação | Classificação |
| ----------- | ------------- | --------------- | ------------ | ----------------- | ------------------ | ---------------- | --------- | ------------- |
| Bélgica     | Bob Benny em. | Bob Benny       | ESC 1959     | Bélgica           | "Hou toch van mij" | Por favor ama-me | 9         | 6º            |
| Noruega     |               | Nora Brockstedt | ESC 1960     | Noruega           | "Voi Voi"          | Hey Hey          | 11        | 4º            |

## Transmissão
Os canais de televisão responsáveis pela difussão do concurso quer via televisão, quer via rádio foram as seguintes cadeias televisivas:
| - NDR - ORF - VRT - DR | - TVE - YLE - RTBF - NTS | - RAI - JRT - RTL - TMC | - NRK - BBC - SR - SRG SSR |

### Notícias (oficial)
- «Site Oficial do Festival Eurovisão da Canção»
- «Site Oikotimes, noticias sobre a Eurovisão, o mais lido em Portugal»
- «Site EscToday, noticias sobre a eurovisão»
- «Site Português, noticias sobre a eurovisão» Arquivado em 28 de maio de  2009, no Wayback Machine.
- «Esctime, noticias sobre o tema»
- «Noticias do festival pelo site Eurovisionary» Arquivado em 30 de junho de  2009, no Wayback Machine.